# Stefanie Heinzmann
 (mai 2015).
Stefanie Fabienne Heinzmann, est une chanteuse suisse née le 10 mars 1989 à Viège dans le canton du Valais en Suisse.

## Biographie
En janvier 2008, elle est gagnante de l'émission allemande SSDSDSSWEMUGABRTLAD (de) avec Stefan Raab sur la chaine Pro Sieben parmi 20 autres candidatures. Elle est ensuite distinguée en 2009 par deux Swiss Music Awards dans les catégories « Best Newcomer National » et « Best Song National ».
Elle est invitée par Pepe Lienhard pour jouer lors de la 44e édition du Montreux Jazz Festival en 2010.
Ces trois premiers albums sont disques de platine.
Elle est jurée dans la version suisse de l'émission The Voice en 2014.
Le 12 février 2016, elle se voit décerner au Swiss Music Awards le prix de la « Best Female Solo Act National ».

## Discographie

### Albums studio
- 2008 : Masterplan. Récompense : Disque d'or et platine
- 2009 : Roots to Grow
- 2012 : Stefanie Heinzmann
- 2015 : Chance of Rain

### Singles
- 2008 : My Man Is a Mean Man
- 2008 : Like a Bullet
- 2008 : Revolution
- 2008 : The Unforgiven
- 2009 : No One (Can Ever Change My Mind)
- 2009 : Roots to Grow (featuring Gentleman)
- 2012 : Diggin' in the Dirt
- 2012 : Show Me the Way
- 2012 : Fire
- 2015 : In the End